# Balalaika (filme)
Balalaika é um filme de romance musical estadunidense de 1939, dirigido por Reinhold Schunzel para a Metro-Goldwyn-Mayer. O roteiro foi baseado na peça homônima que estreou em Londres em 1936. A história romântica tem como cenário de fundo os últimos dias do Império Russo, a Revolução de 1917 e o exílio da aristocracia russa no exterior.

## Elenco
- Nelson Eddy...Príncipe Peter Karagin / "Peter Illyich Teranda"
- Ilona Massey...Lydia Pavlovna Marakova
- Charlie Ruggles...Cabo Nicki Popoff
- Frank Morgan...Ivan Danchenoff
- Lionel Atwill...Prof. Pavel Marakov
- C. Aubrey Smith...Gen. Karagin
- Joyce Compton...Masha, criada dos Marakovs e depois, esposa de Nicki
- Dalies Frantz...Dimitri Marakov
- Walter Woolf King...Capitão Michael Sibirsky, amigo de Peter
- Abner Biberman...Leo Proplinski
- Arthur W. Cernitz...Capitão Sergei Pavloff
- Roland Varno...Tenente Nikitin
- George Tobias...Slaski (bartender)
- Phillip Terry...Tenente Smirnoff
- Frederick Worlock...Ramensky
- Roland Varno...Tenente Nikitin
- Paul Sutton...Anton (garçom)
- Willy Castello...Capt. Testoff
- Paul Irving...Prícipe Morodin
- Mildred Shay...Jeanette Sibirsky
- Alma Kruger...Madame Danchenoff
- Zeffie Tilbury...Princesa Natalya Petrovna
- Al Ferguson...soldado (não creditado)
- Hector Sarno
- Frank Puglia...Ivan (proprietário da Estalagem Troika)

## Sinopse

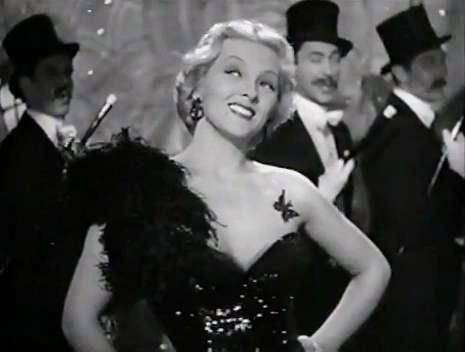
Ilona Massey em cena do trailer do filme

Em 1914, a cavalaria cossaca à serviço do czar russo e liderada pelo Príncipe Peter Karagin retorna de manobras militares e chega à cidade de São Petesburgo, onde à noite irá se divertir no Café Balalaika. O estabelecimento apresenta uma nova cantora, Lydia Pavlovna Marakova, que é acompanhada nos instrumentos musicais pelo pai e irmão. O príncipe chega ao local ao final da apresentação dela e imediatamente é atraído pela moça. Ao se informar sobre Lydia, fica sabendo que ela recusa encontros com pessoas da alta classe. Então ele pega roupas emprestadas e se encontra com ela em outro local, se fazendo passar pelo estudante de música Peter Illyich Teranda. Os dois se apaixonam mas o romance tem tudo para não terminar bem, pois Lydia e a família estão engajados na luta revolucionária e Peter, como cavalariano, persegue os revoltosos implacavelmente. Os acontecimentos vão se sucedendo, com Peter e seus homens posteriormente indo lutar na Primeira Guerra Mundial e, depois, tendo que partir para o exílio após a Revolução de 1917.

## Trilha sonora
Apenas a canção original, "At the Balalaika", com alterações na letra, foi usada no filme. O diretor musical da MGM, Herbert Stothart, adaptou material que já tinha ou estava disponível, ou foram escritos materiais adicionais quando necessário;
Lista de números musicais em ordem de apresentação na tela:
| Título                                                 | Fontes | Intérpretes                                                                                |
| ------------------------------------------------------ | --- | ------------------------------------------------------------------------------------------ |
| Abertura                                               | At the Balalaika (verso), Tanya, At the Balalaika (coral) | orquestra                                                                                  |
| Canto religioso russo                                  | direitos autorais de “After Service;” arranjo de Herbert Stothart | coral                                                                                      |
| Life for the Tsar                                      | fragmento, Mikhail Glinka, Uma vida para o Czar, Parte III | coral masculino                                                                            |
| Ride, Cossacks, Ride                                   | música de Herbert Stothart; letras de Bob Wright, Chet Forrest | coral masculino, Eddy, Walter Woolf King, solistas masculinos, assobio de Sergei Protzenko |
| Life for the Tsar                                      | reprise | Eddy e coral masculino                                                                     |
| Tanya                                                  | música de Herbert Stothart, letras de Bob Wright e Chet Forrest | Massey, coral masculino                                                                    |
| "Gorko"                                                | canção de festa russa adaptada por Herbert Stothart | coral masculino, Massey                                                                    |
| At the Balalaika                                       | da produção original londrina: música de George Posford, versos de Eric Maschwitz; novos versos de Wright e Forrest                                                                                             | Massey, coral masculino                                                                    |
| Polonaise in A Flat, Opus 53                           | Frédéric Chopin | Dalies Frantz, piano                                                                       |
| "El Ukhnem" (Canção de marujos do Volga)               | música tradicional, arranjo de Feodor Chaliapin e Feodor Feodorovich Koenemann | Eddy, coral masculino                                                                      |
| "Chanson Boheme"                                       | Ópera Carmen: Ato II. música Georges Bizet, libreto Henri Meilhac, Ludovic Halevy | Massey                                                                                     |
| "Chanson du Toreador" (“Canção do Toureiro”)           | ver acima | Eddy                                                                                       |
| "Si Tu M’Aime"                                         | Carmem: Ato IV. Ver acima | Eddy and Massey                                                                            |
| Tanya                                                  | ver acima | reprise da orquestra                                                                       |
| Musica de Xerazade Sombas na areia                     | Nikolai Rimsky-Korsakov, arranjo de ópera por Bob Wright e Chet Forrest. Direitos da MGM do solo de Massey em Sombras na Areia                                                                                  | Massey, Sigurd Nilssen, Irra Petina, Douglas Beattie, David Laughlin                       |
| "'Bozhe, Tsarya khrani" (Deus salve o Czar)            | Hino Imperial Russo. Música de Alexei Fedorovich Lvov, letra de Vasili Andreevitch Zhukovsky | coral, Eddy, C. Aubrey Smith, e Massey                                                     |
| At the Balalaika                                       | reprise | King                                                                                       |
| "Stille Nacht" (Noite Feliz)                           | música de Franz Gruber, versos de Joseph Mohr | Eddy e coral masculino                                                                     |
| "Otchi Chornia" (Olhos Escuros)                        | versos de Yevhen Hrebinka, definido como o arranjo de Florian Hermann para “Valse Hommage” arranjado por S. Gerdel')                                                                                            | Massey                                                                                     |
| At the Balalaika                                       | reprise | Eddy                                                                                       |
| Land of Dreams                                         | não disponível | Frank Morgan, trio masculino                                                               |
| Flow, Flow, White Wine [versos: “Bubbles in the Wine”] | King, Frank Morgan, arranjo Stothart, versos Kahn | Eddy                                                                                       |
| Wishing Episode [versos: “Mirror, Mirror”]             | arranjo de Stothart, versos de Wright e Forrest | Alma Kruger, Mildred Shay, Eddy                                                            |
| Magic of Your Love                                     | música Franz Lehár; novos versos Gus Kahn, Clifford Grey. Original “The Melody of Love” de Gypsy Love de Lehar. (Canção com novos versos de “The White Dove” em The Rogue Song com Lawrence Tibbett, MGM, 1930. | coral, Eddy e Massey                                                                       |
| Final: Song of the Volga Boatman                       | veja acima | reprise da orquestra                                                                       |

Várias canções adicionais tiveram assegurados direitos autorais para o filme, mas aparentemente não foram utilizadas